# All Jharkhand Students Union

Das durch die indische Wahlkommission der AJSUP zugeteilte Wahlsymbol, eine Banane

Die All Jharkhand Students Union (AJSU, Hindi ऑल झारखण्ड स्टूडेंट्स यूनियन, „Studentenvereinigung von ganz Jharkhand“) ist eine Organisation bzw. unter dem Namen AJSU Party (AJSUP) eine politische Partei im indischen Bundesstaat Jharkhand.

## Geschichte
Die AJSU wurde am 22. Juni 1986 durch Studenten aus Jharkhand gegründet. Die Studenten gehörten der indigenen Stammesbevölkerung (Adivasi) von Jharkhand an. Zu dieser Zeit war das spätere Jharkhand noch ein Teil des Bundesstaats Bihar. Es gab aber seit langem Bestrebungen zur Bildung eines eigenen Bundesstaates aus den schwerpunktmäßig von Adivasi bewohnten südlichen Anteilen Bihars und der benachbarten Bundesstaaten Orissa, Madhya Pradesh und Westbengalen. In diese Bewegung reihte sich auch die neue Gruppierung ein, die stark durch die All Assam Students’ Union, die 1979 bis 1986 wesentlicher Motor der Assam-Bewegung gewesen war, inspiriert wurde. Erster Präsident der AJSU wurde Prabhakar Tirkey, damals Student an der Birsa Agricultural University, und erster Sekretär der AJSU wurde Surya Singh Besra, damals Student am Tribal and Regional Languages Department der Ranchi University.
An einer Konferenz von Intellektuellen und Studenten unter Beteiligung der AJSU in Jamshedpur vom 19. bis 20. Oktober 1986 und einer weiteren Konferenz in Hazaribagh am 30. bis 31. Dezember 1986 wurde erneut die Forderung nach Bildung eines eigenen Bundesstaats Jharkhand erhoben. Die AJSU begann Streikaktionen (Bandhs), Wirtschaftsboykotts, und andere radikale Aktionen zur Durchsetzung dieses Ziels zu organisieren und rief bei der gesamtindischen Wahl 1989 zum Wahlboykott auf. Die Radikalität der AJSU mäßigte sich, nachdem am 7. Januar 1990 auf der Jahreskonferenz der Vereinigung in Ranchi ein neues Präsidium gewählt worden war. Dieses beschloss, den Wahlboykott aufzugeben und an der Parlamentswahl zum Regionalparlament von Bihar 1990 teilzunehmen – formal unter der Fahne der Jharkhand Mukti Morcha (JMM). Bei der Wahl gewann die AJSU drei Wahlkreismandate. Auch an der gesamtindischen Parlamentswahl 1991 nahm die AJSU teil und stellte Kandidaten in sechs Wahlkreisen (Ranchi, Singbhun, Junti, Sahebganj, Dunka und Gumla) auf, gewann jedoch keinen Wahlkreis. Auf einem Treffen in Ranchi vom 1. bis 3. November 1991 beschloss die AJSU die Gründung einer eigenen Partei, der Jharkhand People’s Party (JPP, Volkspartei von Jharkhand), die als politischer Arm dienen sollte (bisher war die AJSU eine Studentenorganisation und ihre Kandidaten bei Wahlen traten formal als Unabhängige an). Trotzdem boykottierte die AJSU die Parlamentswahl 1991 in Bihar aus Protest gegen fehlende Fortschritte in der Jharkhand-Frage.
Im Jahr 1992 erklärten AJSU und JPP, dass sie ihre unmittelbaren politischen Forderungen auf die Bildung eines Bundesstaates Jharkhand aus den südlichen 16 Distrikten Bihars begrenzen wollten, ohne allerdings das politische Langzeit-Ziel eines Groß-Jharkhands (Virihat Jharkhand) unter Einschluss angrenzender Gebiete ganz aufzugeben. In den folgenden Jahren dauerten die Agitationen der AJSU und anderer pro-Jharkhand-Gruppen an. Erst als im Jahr 1998 die Bharatiya Janata Party (BJP), die sich frühzeitig für die Bildung eines Bundesstaats Jharkhand oder Vananchal starkgemacht hatte, mit Atal Bihari Vajpayee das Amt des Premierministers besetzte, wurden die Planungen konkreter und am 15. November 2000 wurde Jharkhand ein neuer Bundesstaat Indiens. Am 15. November 2002 ließ sich die AJSU als politische Partei registrieren (ab 2007 als AJSU Party). Seither nahm sie regelmäßig an Wahlen zum Parlament von Jharkhand teil. Auch in den Nachbarstaaten Bihar und Westbengalen ist die Partei aktiv. Am 29. März 2010 wurde die Partei durch die indische Wahlkommission als bundesstaatliche Partei (state party) anerkannt. An gesamtindischen Wahlen nahm die AJSUP ebenfalls teil und errang erstmals bei der Wahl 2019 im Bündnis mit der BJP ein Lok-Sabha-Parlamentsmandat (Wahlkreis 6-Giridih).

## Wahlergebnisse in Jharkhand
Im Folgenden sind die Wahlergebnisse der AJSUP in Jharkhand aufgelistet.
| Jahr | Wahl                             | Stimmen   | Stimmenanteil | Sitze |
| ---- | -------------------------------- | --------- | ------------- | ----- |
| 2005 | Parlamentswahl in Jharkhand 2005 | 284.921   | 2,81 %        | 2/81  |
| 2009 | Parlamentswahl in Jharkhand 2009 | 526.231   | 5,12 %        | 5/81  |
| 2014 | Parlamentswahl in Jharkhand 2014 | 510.277   | 3,68 %        | 5/81  |
| 2019 | Parlamentswahl in Jharkhand 2019 | 1.219.535 | 8,1 %         | 2/81  |